# Darija Jurak
Darija Jurak Schreiber (Zagabria, 5 aprile 1984) è un'ex tennista croata.

## Carriera
Raggiunse il suo best ranking in singolare il 5 aprile 2004 con la 188ª posizione; nel doppio divenne, il 15 novembre 2021, la 9ª del ranking WTA.
Nel 2012 raggiunse in coppia con l'ungherese Katalin Marosi la finale degli Internazionali Femminili di Palermo; in quell'occasione fu sconfitta dalla coppia composta dalle ceche Renata Voráčová e Barbora Záhlavová-Strýcová con il risultato di 6(5)–7, 4-6. Sempre nella specialità del doppio, vinse ben trenranove tornei del circuito ITF Women's Circuit, di cui tre con il massimo montepremi.
Fece parte della squadra croata di Fed Cup dal 2003 al 2021, con un bilancio complessivo di diciannove vittorie ed otto sconfitte.

## Statistiche WTA

### Doppio

#### Vittorie (9)
| Legenda               | Legenda      |
| --------------------- | ------------ |
| Grande Slam (0)       |              |
| Ori Olimpici (0)      |              |
| WTA Finals (0)        |              |
| WTA Elite Trophy (0)  |              |
| Dal 2009 al 2020      | Dal 2021     |
| Premier Mandatory (0) | WTA 1000 (1) |
| Premier 5 (0)         | WTA 1000 (1) |
| Premier (2)           | WTA 500 (1)  |
| International (4)     | WTA 250 (1)  |

| N. | Data            | Torneo                                    | Superficie | Compagna                    | Avversarie in finale                      | Punteggio           |
| 1. | 6 aprile 2014   | Monterrey Open, Monterrey                 | Cemento    | Megan Moulton-Levy          | Tímea Babos Vol'ha Havarcova              | 7-6(5), 3-6, [11-9] |
| 2. | 20 gennaio 2016 | Dubai Tennis Championships, Dubai         | Cemento    | Chuang Chia-jung            | Caroline Garcia Kristina Mladenovic       | 6-4, 6-4            |
| 3. | 25 giugno 2016  | AEGON International, Eastbourne           | Erba       | Anastasija Rodionova        | Chan Hao-ching Chan Yung-jan              | 5-7, 7-6(4), [10-6] |
| 4. | 4 marzo 2017    | Abierto Mexicano Telcel, Acapulco         | Cemento    | Anastasija Rodionova        | Verónica Cepede Royg Mariana Duque Mariño | 6-3, 6-2            |
| 5. | 5 agosto 2018   | Citi Open, Washington                     | Cemento    | Han Xinyun                  | Alexa Guarachi Erin Routliffe             | 6-3, 6-2            |
| 6. | 23 agosto 2019  | NYJTL Bronx Open, New York                | Cemento    | María José Martínez Sánchez | Margarita Gasparjan Monica Niculescu      | 7-5, 2-6, [10-7]    |
| 7. | 13 marzo 2021   | Dubai Tennis Championships, Dubai         | Cemento    | Alexa Guarachi              | Xu Yifan Yang Zhaoxuan                    | 6-0, 6-3            |
| 8. | 26 giugno 2021  | Bad Homburg Open, Bad Homburg             | Erba       | Andreja Klepač              | Nadežda Kičenok Ioana Raluca Olaru        | 6-3, 6-1            |
| 9. | 8 agosto 2021   | Mubadala Silicon Valley Classic, San Jose | Cemento    | Andreja Klepač              | Gabriela Dabrowski Luisa Stefani          | 6-1, 7-5            |

#### Sconfitte (13)
| Legenda               | Legenda      |
| --------------------- | ------------ |
| Grande Slam (0)       |              |
| Argenti Olimpici (0)  |              |
| WTA Finals (0)        |              |
| WTA Elite Trophy (0)  |              |
| Dal 2009 al 2020      | Dal 2021     |
| Premier Mandatory (0) | WTA 1000 (1) |
| Premier 5 (0)         | WTA 1000 (1) |
| Premier (6)           | WTA 500 (1)  |
| International (4)     | WTA 250 (1)  |

| N.  | Data              | Torneo                                        | Superficie    | Compagna             | Avversarie in finale                       | Punteggio        |
| 1.  | 9 luglio 2012     | Internazionali Femminili di Palermo, Palermo  | Terra rossa   | Katalin Marosi       | Renata Voráčová Barbora Záhlavová-Strýcová | 6(5)-7, 4-6      |
| 2.  | 4 maggio 2013     | Estoril Open, Oeiras                          | Terra rossa   | Katalin Marosi       | Chan Hao-ching Kristina Mladenovic         | 6(3)-7, 2-6      |
| 3.  | 28 luglio 2013    | Bank of the West Classic, Stanford            | Cemento       | Julia Görges         | Raquel Kops-Jones Abigail Spears           | 2-6, 6(4)–7      |
| 4.  | 12 aprile 2015    | Family Circle Cup, Charleston                 | Terra verde   | Casey Dellacqua      | Martina Hingis Sania Mirza                 | 0-6, 4-6         |
| 5.  | 18 ottobre 2015   | Tianjin Open, Tianjin                         | Cemento       | Nicole Melichar      | Xu Yifan Zheng Saisai                      | 2-6, 6-3, [8-10] |
| 6.  | 24 luglio 2016    | Bank of the West Classic, Stanford (2)        | Cemento       | Anastasija Rodionova | Raquel Kops-Jones Abigail Spears           | 3-6, 4-6         |
| 7.  | 5 febbraio 2017   | St. Petersburg Ladies Trophy, San Pietroburgo | Cemento (i)   | Xenia Knoll          | Jeļena Ostapenko Alicja Rosolska           | 6-3, 2-6, [5-10] |
| 8.  | 16 settembre 2018 | Coupe Banque Nationale, Québec                | Sintetico (i) | Xenia Knoll          | Asia Muhammad Maria Sanchez                | 4-6, 3-6         |
| 9.  | 19 ottobre 2018   | Kremlin Cup, Mosca                            | Cemento (i)   | Ioana Raluca Olaru   | Aleksandra Panova Laura Siegemund          | 2-6, 6(2)-7      |
| 10. | 17 gennaio 2020   | Adelaide International, Adelaide              | Cemento       | Gabriela Dabrowski   | Nicole Melichar Xu Yifan                   | 6-2, 5-7, [5-10] |
| 11. | 22 maggio 2021    | Emilia Romagna Open, Parma                    | Terra rossa   | Andreja Klepač       | Cori Gauff Caty McNally                    | 3-6, 2-6         |
| 12. | 15 agosto 2021    | National Bank Open, Montréal                  | Cemento       | Andreja Klepač       | Gabriela Dabrowski Luisa Stefani           | 3-6, 4-6         |
| 13. | 9 gennaio 2022    | Adelaide International, Adelaide (2)          | Cemento       | Andreja Klepač       | Ashleigh Barty Storm Sanders               | 1-6, 4-6         |

## Circuito WTA 125

### Doppio

#### Sconfitte (1)
| N. | Data              | Torneo                             | Superficie | Compagna      | Avversarie in finale      | Punteggio |
| 1. | 13 settembre 2015 | Dalian Women's Tennis Open, Dalian | Cemento    | Chan Chin-wei | Zhang Kailin Zheng Saisai | 3-6, 4-6  |

## Statistiche ITF

### Singolare

#### Vittorie (8)
| Torneo $100.000 (0) |
| Torneo $80.000 (0)  |
| Torneo $75.000 (0)  |
| Torneo $60.000 (0)  |
| Torneo $50.000 (0)  |
| Torneo $25.000 (1)  |
| Torneo $15.000 (0)  |
| Torneo $10.000 (7)  |

| N. | Data           | Torneo                                           | Superficie  | Avversaria       | Punteggio        |
| 1. | 20 aprile 2003 | Dubrovnik Open, Ragusa                           | Terra rossa | Lucije Krželj    | 6-4, 5–7, 6-3    |
| 2. | 1º giugno 2003 | Zaton Open, Zara                                 | Terra rossa | Pavlína Šlitrová | 2-6, 6–4, 6-4    |
| 3. | 29 giugno 2003 | ITF Women's Circuit Fontanafredda, Fontanafredda | Terra rossa | Anna Földényi    | 7-6(2), 6–4      |
| 4. | 24 aprile 2005 | Trofeo Martino, Bari                             | Terra rossa | Olga Vymetálková | 6–3, 6-2         |
| 5. | 7 agosto 2005  | Knoll Open, Bad Saulgau                          | Terra rossa | Vanja Ćorović    | 6–1, 6-0         |
| 6. | 19 marzo 2006  | Bsksecurmark Cup, Roma                           | Terra rossa | Stefania Chieppa | 3–6, 6-1, 7-6(5) |
| 7. | 26 marzo 2006  | Odorisio Cup Tennis Club Parioli, Roma           | Terra rossa | Belén Corbalán   | 7–5, 6-1         |
| 8. | 27 maggio 2007 | ITF Ladies Future Vienna, Vienna                 | Terra rossa | Teliana Pereira  | 6–1, 1-6, 6-2    |

#### Doppio

##### Vittorie (39)
| Torneo $100.000 (3) |
| Torneo $80.000 (0)  |
| Torneo $75.000 (2)  |
| Torneo $60.000 (0)  |
| Torneo $50.000 (3)  |
| Torneo $25.000 (17) |
| Torneo $15.000 (0)  |
| Torneo $10.000 (14) |

| N.  | Data              | Torneo                                                                                                 | Superficie    | Compagna             | Avversaria in finale                          | Punteggio           |
| 1.  | 15 febbraio 2003  | Città di Bergamo, Bergamo                                                                              | Cemento (i)   | Ana Vrljić           | Stefanie Haidner Bianca Kamper                | 6-4, 6-4            |
| 2.  | 12 aprile 2003    | Dubrovnik Open, Ragusa Vecchia                                                                         | Terra rossa   | Mervana Jugić-Salkić | Raissa Gourevitč Nina Bratčikova              | 6-4, 6-4            |
| 3.  | 19 aprile 2003    | Dubrovnik Open, Ragusa                                                                                 | Terra rossa   | Mervana Jugić-Salkić | Gabriela Niculescu Monica Niculescu           | 6-2, 4-6, 6-2       |
| 4.  | 24 maggio 2003    | Biograd Open, Zaravecchia                                                                              | Terra rossa   | Mervana Jugić-Salkić | Petra Cetkovská Pavlína Šlitrová              | 6-4, 6-4            |
| 5.  | 31 maggio 2003    | Zaton Open, Zara                                                                                       | Terra rossa   | Mervana Jugić-Salkić | Daniela Klemenschits Sandra Klemenschits      | 6-3, 6-1            |
| 6.  | 14 giugno 2003    | Torneo Internazionale Femminile Città di Grado, Grado                                                  | Terra rossa   | Mervana Jugić-Salkić | Laura Dell'Angelo Giorgia Mortello            | 2-6, 6-3, 6-0       |
| 7.  | 9 agosto 2003     | International Country Cuneo, Cuneo                                                                     | Terra rossa   | Mervana Jugić-Salkić | Ljubomira Bačeva Stefanie Haidner             | 6-1, 6-2            |
| 8.  | 16 agosto 2003    | Internazionali di Puglia Trofeo Tecnoceramiche, Martina Franca                                         | Terra rossa   | Mervana Jugić-Salkić | Paula García María José Martínez Sánchez      | 2-6, 6-4, 6-1       |
| 9.  | 30 agosto 2003    | Ceisa Cup, Rimini                                                                                      | Terra rossa   | Mervana Jugić-Salkić | Alice Canepa Emily Stellato                   | 7-6(3), 6(7)-7, 7-5 |
| 10. | 13 settembre 2003 | Trofeo Viva, Torino                                                                                    | Terra rossa   | Mervana Jugić-Salkić | Juliana Fedak Ol'ha Lazarčuk                  | 6-4, 6-2            |
| 11. | 25 ottobre 2003   | Open International de la Ville de Saint Raphael, Saint-Raphaël                                         | Cemento (i)   | Mervana Jugić-Salkić | Maret Ani Camille Pin                         | 6-2, 6-1            |
| 12. | 29 novembre 2003  | Zentiva Czech Open, Průhonice                                                                          | Sintetico (i) | Mervana Jugić-Salkić | Olga Vymetálková Gabriela Navrátilová         | 7-5, 6(8)-7, 6-3    |
| 13. | 10 aprile 2004    | Open Gaz de France de Bretagne, Dinan                                                                  | Terra rossa   | Galina Voskoboeva    | Gul'nara Fattachetdinova Anastasija Rodionova | 6-3, 6-2            |
| 14. | 2 ottobre 2004    | Serbia Open, Belgrado                                                                                  | Terra rossa   | Giulia Casoni        | Ekaterina Byčkova Nadežda Ostrovskaja         | 6-0, 6-3            |
| 15. | 9 ottobre 2004    | Dubrovnik Open, Ragusa                                                                                 | Terra rossa   | Lucije Krželj        | Olga Brózda Sylwia Niedbalo                   | 4-6, 6-2, 6-4       |
| 16. | 16 ottobre 2004   | Dubrovnik Open, Ragusa                                                                                 | Terra rossa   | Lucije Krželj        | Klara Jagosova Barbara Pócza                  | 6-3, 4-6, 6-3       |
| 17. | 15 gennaio 2005   | Internationaler Württembergische Damen-Tennis-Meisterschaften um den Stuttgarter Stadtpokal, Stoccarda | Cemento (i)   | Mervana Jugić-Salkić | Danielle Harmsen Eva Pera                     | 6-3, 7-5            |
| 18. | 22 gennaio 2005   | Open GDF Suez De L'Isere, Grenoble                                                                     | Cemento (i)   | Mervana Jugić-Salkić | Émilie Bacquet Anaïs Laurendon                | 6-2, 6-2            |
| 19. | 5 marzo 2005      | Internationale Badische Damen Hallenmeisterschaften, Buchen                                            | Cemento (i)   | Mervana Jugić-Salkić | Korina Perkovic Andrea Petković               | 6-2, 6-2            |
| 20. | 30 aprile 2005    | Taranto Open, Taranto                                                                                  | Terra rossa   | Mervana Jugić-Salkić | Nadežda Ostrovskaja Tat'jana Puček            | 6-3, 6(3)-7, 6-3    |
| 21. | 25 giugno 2005    | ITF Women's Circuit Fontanafredda, Fontanafredda                                                       | Terra rossa   | Mervana Jugić-Salkić | Eva Fislová Stanislava Hrozenská              | 5-7, 6-3, 6-4       |
| 22. | 17 dicembre 2005  | Deza Trophy, Valašské Meziříčí                                                                         | Cemento (i)   | Renata Voráčová      | Lucie Hradecká Sandra Záhlavová               | 6-3, 6-3            |
| 23. | 14 gennaio 2006   | Internationale Württembergische Hallenmeisterschaften FEMA Ladies Cup, Stoccarda                       | Cemento (i)   | Renata Voráčová      | Kildine Chevalier Julie Coin                  | 6-2, 6-1            |
| 24. | 18 marzo 2006     | Bsksecurmark Cup, Roma                                                                                 | Terra rossa   | Carmen Klaschka      | Gianna Doz Stefanie Haidner                   | 6-2, 6-2            |
| 25. | 1º luglio 2006    | Padova Challenge Open, Padova                                                                          | Terra rossa   | Renata Voráčová      | Larissa Carvalho Andreja Klepač               | 6-4, 6-3            |
| 26. | 25 agosto 2007    | Infond Open, Maribor                                                                                   | Terra rossa   | Michaela Paštiková   | Ana Jovanović Laura Siegemund                 | 1-6, 6-4, 6-1       |
| 27. | 24 maggio 2008    | Go'n'GO Tennis Cup, Gorizia                                                                            | Terra rossa   | Lisa Sabino          | Maja Kambič Anja Prislan                      | 6-0, 6-1            |
| 28. | 31 gennaio 2009   | Laguna Niguel USTA Womens, Laguna Niguel                                                               | Cemento       | Vanessa Henke        | Megan Moulton-Levy Laura Siegemund            | 4-6, 6-3, [10-8]    |
| 29. | 11 luglio 2009    | Zagreb Ladies Open, Zagabria                                                                           | Terra rossa   | Renata Voráčová      | Elena Čalova Anastasija Poltorackaja          | 6-2, 7-5            |
| 30. | 18 luglio 2009    | Zwevegem Ladies Open, Zwevegem                                                                         | Terra rossa   | Elena Čalova         | Yurika Sema Aurélie Védy                      | 6-1, 6-4            |
| 31. | 22 agosto 2009    | Internationale Tennismeisterschaften von Schleswig-Holstein, Wahlstedt                                 | Terra rossa   | Neda Kozić           | Lisa Sabino Vivienne Vierin                   | 6-2, 6-4            |
| 32. | 1º maggio 2010    | Open GDF SUEZ de Cagnes-sur-Mer Alpes-Maritimes, Cagnes-sur-Mer                                        | Terra rossa   | Mervana Jugić-Salkić | Stéphanie Cohen-Aloro Kristina Mladenovic     | 0-6, 6-2, [10-5]    |
| 33. | 22 gennaio 2011   | Open GDF SUEZ 42, Andrézieux-Bouthéon                                                                  | Cemento (i)   | Valerija Savinych    | Kiki Bertens Richèl Hogenkamp                 | 6-3, 7-6(0)         |
| 34. | 2 luglio 2011     | Internationaler Württembergische Damen-Tennis-Meisterschaften um den Stuttgarter Stadtpokal, Stoccarda | Terra rossa   | Anaïs Laurendon      | Hana Birnerová Stephanie Vogt                 | 4-6, 6-1, [10-0]    |
| 35. | 17 settembre 2011 | Allianz Cup, Sofia                                                                                     | Terra rossa   | Nina Bratčikova      | Alexandra Cadanțu Ioana Raluca Olaru          | 6-4, 7-5            |
| 36. | 24 settembre 2011 | Open GDF SUEZ de Bretagne, Saint-Malo                                                                  | Terra rossa   | Nina Bratčikova      | Johanna Larsson Jasmin Wöhr                   | 6-4, 6-2            |
| 37. | 3 dicembre 2011   | Al Habtoor Tennis Challenge, Dubai                                                                     | Cemento       | Nina Bratčikova      | Akgul Amanmuradova Alexandra Dulgheru         | 6-4, 3-6, [10-6]    |
| 38. | 24 dicembre 2011  | Ankara Cup, Ankara                                                                                     | Cemento (i)   | Nina Bratčikova      | Janette Husárová Katalin Marosi               | 6-4, 6-2            |
| 39. | 21 aprile 2018    | ITF Women's Circuit Chiasso, Chiasso                                                                   | Terra rossa   | Jessica Moore        | Cindy Burger Rosalie van der Hoek             | 7–6(6), 4–6, [10–8] |